# Eckartsburg
Die Eckartsburg, auch Eckartsberga genannt, ist eine teilweise erhaltene Höhenburg und liegt auf einem Bergrücken der Finnelandschaft, genauer am südlichen Rand von Ausläufern des Finne-Höhenzuges, oberhalb der Kleinstadt Eckartsberga im Burgenlandkreis, im Naturpark Saale-Unstrut-Triasland, nahe der Landesgrenze Sachsen-Anhalts und liegt an der Straße der Romanik. Die Burg wird durch die Kulturstiftung Sachsen-Anhalt als Eigentümerin verwaltet.

## Aufbau

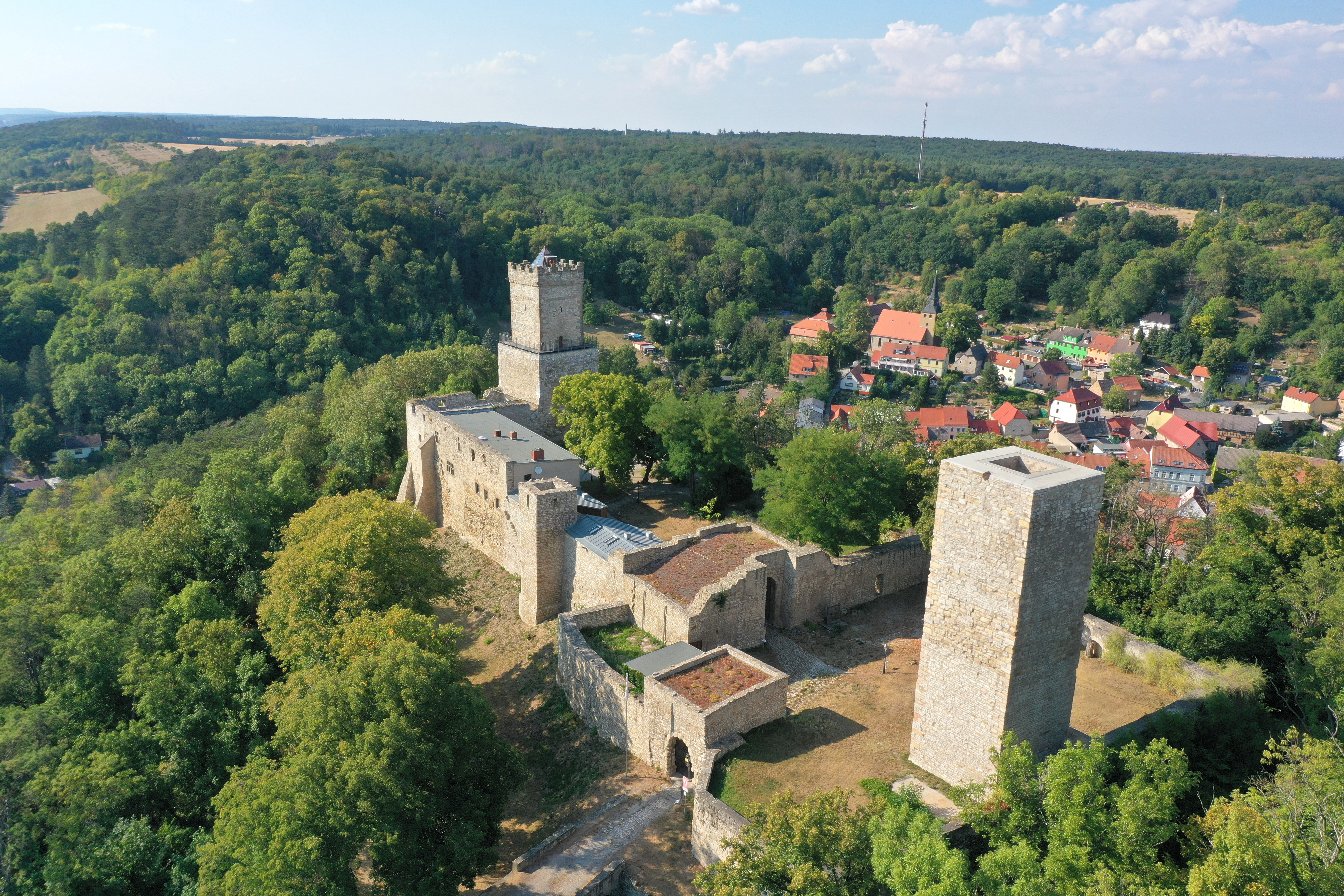

Die Burg besteht aus Kernburg (Hauptburg) und der Vorburg; sie wird durch einen 8,2 Meter langen Torbogen betreten. Der Torbogen hat eine Nische als Wohnung für den Torwächter, die auch als Gefängnis genutzt wurde. Die Hauptburg ist durch ein 10,4 Meter langes und 2,8 Meter breites Tor mit drei Meter starken Mauern zugänglich.
Der erhaltene, 22 Meter hohe Bergfried gründet direkt auf dem Felsgestein, hat 2,50 Meter starke Mauern und diente als Gefängnis- und Folterturm. Im Inneren des Bergfrieds hat das Tonnengewölbe eine Öffnung, durch die die Gefangenen in das Gefängnis abgelassen wurden. Die Turmtür befindet sich in einer Höhe von neun Metern.
Die einzigen erhaltenen Wohnräume befinden sich an der Südseite der Burg und werden heute als Gaststätte und Wirtswohnung genutzt.
Zum 1000-jährigen Burgjubiläum 1998 wurde der Palas wiedererrichtet und dient heute zu kulturellen Zwecken. Der Jungfernturm hat Fenster sowie Pechnasen zur Verteidigung.
Der andere (große) Bergfried ist 36 Meter hoch, ist besteigbar (Aussicht) und hat fünf Geschosse. Er wurde als Wachturm und als Unterkunft genutzt. Das erste Geschoss ist heute mit Schutt ausgefüllt. Ein Diorama und ein kleineres Museum sind heute in den anderen Stockwerken untergebracht. „Die Mauerdicke beträgt bis zum dritten Stockwerk 2,5 Meter, danach ca. 1,5 Meter, so dass ein Wehrgang von einem Meter vorhanden ist.“
Im Burgsaal befindet sich das Original-Laufrad des Forstmeisters Karl Freiherr von Drais, das er 1817 in Karlsruhe entwickelt hatte.

## Geschichte

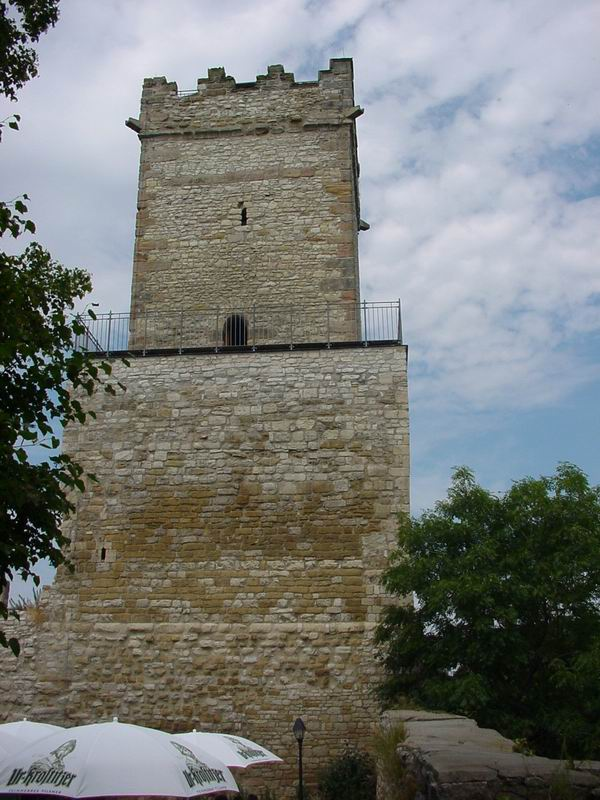
Eckartsburg, Bergfried

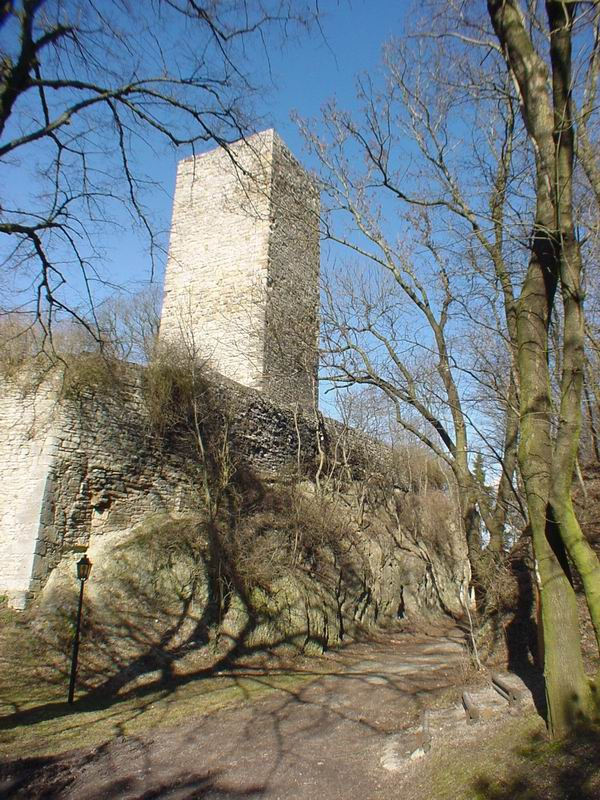
Eckartsburg, Unterburg mit Hungerturm

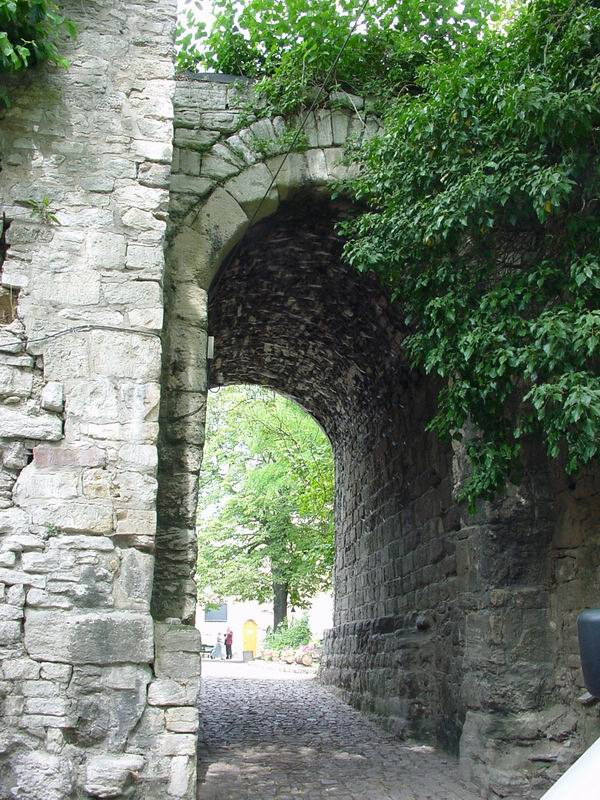
Eckartsburg, romanisches Kammertor

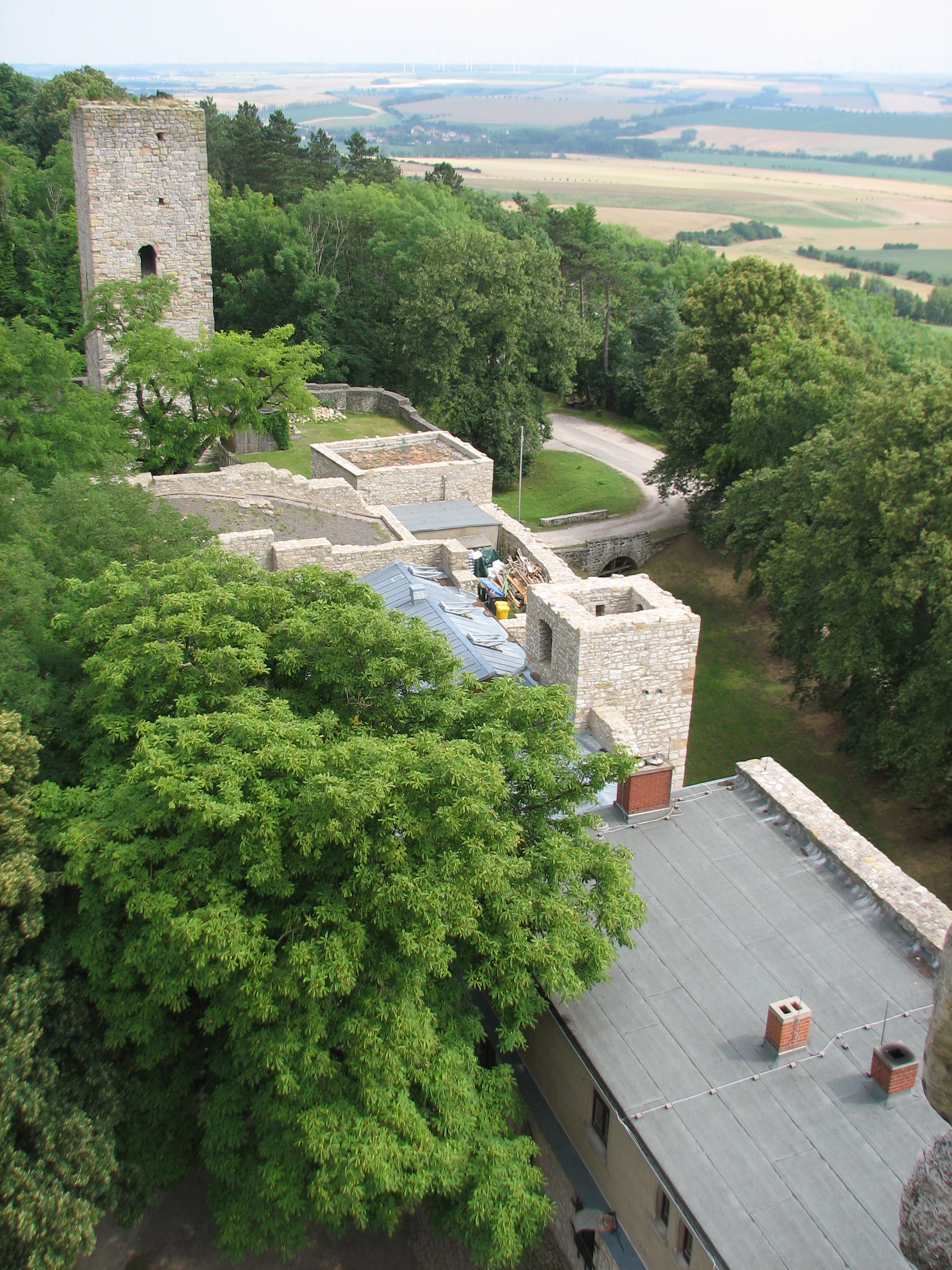
Blick vom Turm auf die Eckartsburg

### Reichsburg
Als Erbauer der Burg gilt der Markgraf von Meißen, Ekkehard I. Er wurde 985 mit der Mark Meißen belehnt und soll die Burg 998 an der Via Regia erbaut haben. Zwingende Beweise für diese Annahme gibt es jedoch nicht. War die Burg tatsächlich eine Gründung der Ekkehardiner, fiel sie 1046 mit deren Aussterben an das Reich zurück. Bis zur Belehnung der Landgrafen von Thüringen mit der Herrschaft blieb die Anlage Reichsburg. Eine erste sichere Nachricht über das Bestehen der Burg bildet eine Urkunde, die 1066 durch König Heinrich IV. in Eckartsberga ausgefertigt wurde. 1074 wurde auch die Eckartsburg direkt benannt. Für kurze Zeit zwischen 1112 und 1115 war die Burg an Wiprecht von Groitzsch II. verlehnt.

### Ludowinger
1121 erhielt der thüringische Graf Ludwig der Springer im Zuge der Aussöhnung der thüringischen Adelsopposition mit dem Kaiser die Eckartsburg als Eigentum. Erstmals urkundete Udo, Bischof von Naumburg und Bruder Ludwig I., 1134 auf der Burg.
Die bis hier geschilderten Ereignisse beziehen sich auf eine Befestigung, die sich mit hoher Wahrscheinlichkeit nicht auf dem heutigen Burgberg befunden hat. Bei Ausgrabungen, die 1901 durchgeführt wurden, fand man keine Überreste einer Vorgängerburg. Möglicherweise befand sich die Burg des 10./11. Jahrhundert in einer als Altenburg bezeichneten Wallanlage im Ortsteil Mallendorf.
Seit 1185 sind häufige Aufenthalte Ludwigs III. oder seines Bruders Hermann, Pfalzgraf von Sachsen, in Eckartsberga nachgewiesen. Hermann hat wohl auch die aus der Zeit um 1200 stammenden, ein fast rechteckiges Geviert bildenden Mauern der Kernburg und der Vorburg errichtet. Die Burg bestand damals aus der Kernburg, einer westlichen Vorburg und zweier östlicher Vorburgen. Von der großen östlichsten Vorburg haben sich Wall und Halsgraben sowie Reste eines romanischen Bergfriedes (1901 ergraben, nicht sichtbar) erhalten. In der Kernburg sind die gleichzeitig entstandenen Bauten der Romanik, bestehend aus Ringmauer, Bergfried, Palasruine und Kammertor gut erhalten. Hermann I., Pfalzgraf von Sachsen und später auch Landgraf von Thüringen, ist damit der Gründer und Erbauer der heute noch vorhandenen romanischen Eckartsburg.
Die Burgen der Landgrafen hatten aber nicht nur eine militärische Bedeutung, sondern sie waren auch Stätten der Kunst- und Kulturrezeption. Hier pflegte der Adel Literatur, Religion, Geschichtsschreibung, Musik, Malerei und Kunsthandwerk. Ein besonders berühmter Mäzen der ritterlich-höfischen Kultur war Landgraf Hermann I. Er verweilte in den Jahrzehnten um 1200 nicht nur auf der Wartburg und der Neuenburg, sondern auch häufiger auf der Eckartsburg.
Die Wichtigkeit der Eckartsburg für die Ludowinger lässt sich auch an der Vergabe des Marschallamtes an die Ministerialen von Eckartsberga ablesen. Seit 1140 sind landgräfliche Ministeriale von Eckartsberga urkundlich bekannt. Mit der aus der Scherinburg stammenden Familie Marschall, die sich 1178 bis 1184 von Vargula, aber 1186 von Eckartsberga nannte, war das Hofamt des Marschalls bis zum Ende der Monarchie 1918 verbunden. Auch die Marschälle von Eckersberg amtierten wohl ursprünglich als Ministeriale auf der Eckartsburg.

### Wettiner
Nach dem Tode Heinrich Raspes folgte in Thüringen ein langwieriger Erbfolgekrieg, in den von Anfang an die Eckartsburg hineingezogen wurde. Der Wettiner Heinrich der Erlauchte eroberte 1247 die Burg und baute sie zu einem Stützpunkt für die folgenden Kämpfe aus. Im Ergebnis dieser Auseinandersetzungen, die erst 1264 endeten, verlor Thüringen seine regionale Selbständigkeit, indem die Landgrafschaft Thüringen der Markgrafschaft Meißen angegliedert wurde. So waren die Grafen von Wettin als Markgrafen von Meißen und Landgrafen von Thüringen zu einer der bedeutendsten Territorialmächte des Deutschen Reiches geworden.
Ein Sohn Heinrichs des Erlauchten, Albrecht der Entartete, weilte oft auf der Eckartsburg, die einer seiner Lieblingssitze wurde. Ihm verdankt der Ort Eckartsberga wahrscheinlich auch die Erhebung zur Stadt im Jahre 1288. In den folgenden Jahrzehnten hatte die wettinische Landesherrschaft verschiedene Probleme und Krisen zu bewältigen. Burg und Stadt Eckartsberga wechselten häufig ihren Besitzer. 1388 beispielsweise wurden sie an die Herren von Querfurt verpfändet.
Auch als Verbannungsort für eine hochgestellte adlige Dame spielte die Eckartsburg im 15. Jahrhundert einmal eine Rolle. Dies hing mit dem wettinischen Herzog Wilhelm III. dem Tapferen zusammen. Er galt einerseits als frommer, der Kirche ergebener Mann, andererseits machte sein politisches Verhalten den „Eindruck einer starren und unerbittlichen Persönlichkeit“. Auch seine persönlichen Verhältnisse waren größeren Schwankungen unterworfen. So verstieß er seine Gemahlin Anna von Österreich, Tochter des römisch-deutschen Königs Albrecht II., wegen eines Streites um die Mitgift und wandte sich stattdessen seiner Geliebten Katharina von Brandenstein zu. Herzogin Anna wurde 1457 auf die Eckartsburg gebracht und der Sage nach im Jungfernturm gefangen gehalten. 1462 starb sie in ihrer Verbannung.
Sehr bedeutend für die weitere Geschichte Sachsens und Thüringens – mit Nachwirkungen bis in das 20. Jahrhundert – war die Teilung der wettinischen Landesherrschaft im Jahre 1485 in die Linien der „Ernestiner“ und der „Albertiner“. Diese Landesteilung von Leipzig zwischen Kurfürst Ernst und Herzog Albrecht stand am Beginn der neuzeitlichen Staatengeschichte Mitteldeutschlands. Eckartsberga und die Eckartsburg fielen der albertinischen Linie zu, zu der die Mark Meißen gehörte. Fortan gingen die ernestinischen und albertinischen Fürsten getrennte Wege, was zu immer weiteren Zersplitterungen führte, wobei die Linie der Albertiner der sächsischen Geschichte verbunden geblieben ist.

### Neuzeit
1657 lag das Schloss wüst, und 1664 wurde vermeldet, dass nur einige wenige Räume zum Wohnen eingerichtet waren. Inventarbeschreibungen aus dem 18. Jahrhundert belegen, dass die Burg wieder aufgebaut wurde und eine Nutzung als Wirtschaftshof erfuhr.
1806 zogen sich nach der Schlacht bei Jena und Auerstedt preußische Truppen auf die Eckartsburg zurück. Deshalb befindet sich auch ein Diorama der Schlacht auf der Burg.
Seit 1815 war die Herrschaft Eckartsberga preußisches Eigentum. Als 1815 der Westturm einzustürzen drohte, wurde der Abriss aus „Altertumsgründen“ verboten. Friedrich Wilhelm III. von Preußen spendete die Mittel für seine Restaurierung. 1850 wurde die wirtschaftliche Nutzung, die bisher überwiegend als Getreidelagerstätte gedient hatte, aufgegeben. Es drohte dem Bauwerk ein allmählicher Verfall. Die zunehmende Beliebtheit der Ruine führte aber dazu, dass laufend Instandhaltungs- und Konservierungsarbeiten durchgeführt wurden. Bereits 1860 wurde eine Restauration auf der Burg eröffnet. Sie befand sich im ehemaligen Kornschüttboden an der Südseite der Anlage.
Um 1900 war der Ausbau der Burg zu einem großen Ausflugszentrum mit Festhalle und Schießhalle geplant. Aus denkmalpflegerischen und finanziellen Gründen wurden die Pläne aber nicht realisiert. Erst 1925 erfolgte der Ausbau der Gaststätte in der noch heute vorhandenen „altdeutschen“ Form.
Auf einer steinernen Rundbank vor dem Eingang zur Burg steht in einer Umschrift zu lesen, dass Goethe hier sein Gedicht „Der getreue Eckart“ von 1813 während eines Postwechsels aus der Feder geflossen sei.